# Pol-e Alam (distrikt)
Pol-e Alam är ett distrikt i Afghanistan. Det ligger i provinsen Logar, i den östra delen av landet, 60 kilometer söder om huvudstaden Kabul. Administrativ huvudort är Pol-e Alam.
Distriktet beräknades år 2022 ha cirka 124 000 invånare.